# Mġarr-Phase

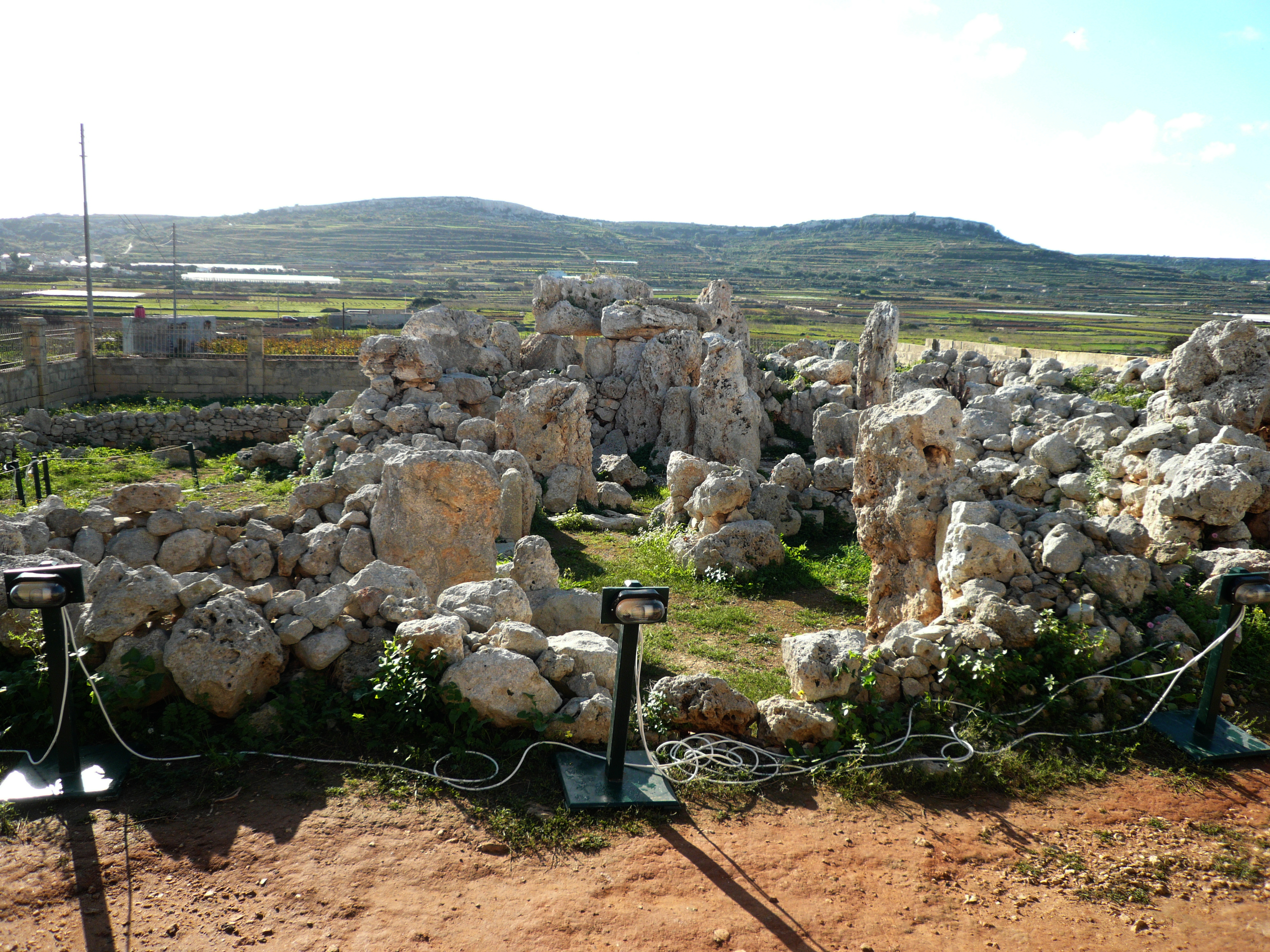
Tempelkomplex von Ta’ Ħaġrat

Die Mġarr-Phase (etwa 3800–3600 v. Chr.) ist eine der elf Phasen der maltesischen Vorgeschichte. Sie ist nach der Stadt Mġarr im Nordwesten der Hauptinsel benannt, wo im Tempelkomplex von Ta’ Ħaġrat die namensgebende Töpferei der Phase gefunden wurde. Diese Keramik wird heute nicht mehr als phasenbestimmend, sondern als lokale Variante angesehen. Typisch für die Phase ist die Bestattung in Felshöhlen wie denen von Xemxija.
Die Mġarr-Phase folgte der Żebbuġ-Phase, in der eine Verbindung mit Sizilien bestand, wie in Licata-Caduta gefundene Żebbuġ-Keramik belegt. Ihr folgten die drei Phasen Ġgantija, Saflieni und Tarxien, in der die megalithischen Tempel von Malta gebaut wurden.